# Aéroport de Guyuan Liupanshan
L'aéroport de Guyuan Liupanshan (code IATA : GYU • code OACI : ZLGY) est un aéroport desservant la ville de Guyuan, une ville de la province du Ningxia, en Chine. L'aéroport se situe dans la localité de Zhonghe, à 8 kilomètres du centre-ville. Il a commencé son activité le 26 juin 2010.

## Compagnies aériennes et destinations
| Compagnies             | Destinations                        |
| ---------------------- | ----------------------------------- |
| China Express Airlines | Chongqing-Jiangbei, Yinchuan Hedong |
| Joy Air                | Xi'an-Xianyang, Yinchuan Hedong     |
| Juneyao Airlines       | Shanghai-Pudong, Xi'an-Xianyang     |

Édité le 03/02/2018